# Présentisme (histoire des sciences)
Dans le contexte de l'histoire des sciences, le présentisme est la tendance supposée de certains historiens à juger la valeur des conceptions scientifiques du passé à l'aune des conceptions scientifiques actuellement avérées. L'historiographie « présentiste » des sciences tend à diviser les acteurs historiques entre les « bons » qui sont du côté de la vérité telle qu'elle est conçue actuellement et les « mauvais » qui se sont opposés à cette vérité par ignorance ou parce qu'ils avaient une perception biaisée de la réalité.

## Bachelard et Canguilhem
Dans le contexte français de l'histoire des sciences, le présentisme est associé à la thèse de Gaston Bachelard, développée en 1951 dans L'activité rationaliste de la physique contemporaine, selon laquelle c'est « le présent qui illumine le passé ». L'historien des sciences « pour bien juger le passé, doit connaître le présent ». D'après Bachelard, l'idéal habituel d' « objectivité » de l'historien ne vaut pas pour l'historien des sciences, qui a même le devoir de juger le passé, déclarant en ce sens : « en opposition complète aux prescriptions qui recommandent à l'historien de ne pas juger, il faut au contraire demander à l'historien des sciences des jugements de valeur ». S'opposant frontalement au relativisme historique et à l'historicisme, il valorise le présent dans une perspective nietzschéenne comme une force permettant seule de mesurer la valeur des théories du passé. Pour Bachelard, « ce n'est que par la plus grande force du présent que doit être interprété le passé », et par conséquent les visions du monde qu'y sont développées. 
Ce présentisme affirmé caractérise à la même époque la conception de Georges Canguilhem, qui l'inscrit dans une perspective constructiviste. Pour Canguilhem en effet, le passé de la science n'est pas donné, mais il est reconstruit à partir des questions que pose la science contemporaine. Cette position est toutefois nuancée par sa dénonciation des illusions liées selon lui à la lecture rétrospective de l'histoire. L'idée de « précurseur », par exemple, constitue l'une de ces illusions.

## Critique du présentisme
Dans les pays de langue anglaise, le présentisme est un concept critique qui remonte aux années 1930, en particulier à un ouvrage de l'historien Herbert Butterfield paru en 1931 : The Whig Interpretation of History (« L'interprétation whiggiste de l'histoire »). Butterfield s'oppose à la tendance de nombreux historiens à écrire « du côté des protestants et des whigs », c'est-à-dire du point de vue de l'ancien parti libéral anglais, et donc « à faire l'éloge des révolutions pourvu qu'elles aient été victorieuses, à relever certains principes de progrès dans le passé et à produire une histoire qui est la ratification, si ce n'est la glorification du présent ». Cette thèse est radicalisée par Robin G. Collingwood dans un ouvrage de 1946 intitulé The Idea of History (« L'idée de l'histoire »), qui développe une conception relativiste de l'histoire politique. Dans le champ scientifique, il y critique l'histoire des sciences interprétée du point de vue du présent et faisant de la science passée l'annonce des vérités de la science actuelle. Cette critique est renouvelée dans les années 1970 sous l'influence des travaux de l'historien de la philosophie politique Quentin Skinner, notamment dans un article de référence paru en 1969 : « Meaning and Understanding in the History of Ideas » (« Sens et compréhension dans l'histoire des idées »). Skinner s'oppose à la méthode des historiens qui interprètent l'action d'un agent dans des termes « que celui-ci ne pourrait se résoudre à accepter comme une description correcte de ce qu'il pensait ou faisait effectivement ».